# 谷口禎一
谷口 禎一（たにぐち さだかず、1933年（昭和8年）4月28日 - 2008年（平成20年）11月16日）は、日本の外交官。駐ニュージーランド特命全権大使、駐イスラエル特命全権大使、関西大使などを務めた。

## 略歴
大阪府出身。大阪府立清水谷高等学校卒業。1956年（昭和31年）東京大学法学部を卒業し外務省入り。在アルゼンチン公使、在ボストン総領事、1989年（平成元年）特命全権大使（イスラエル駐在）を経て1992年3月から特命全権大使（関西担当）、政府代表。大臣官房審議官を経て1993年4月から特命全権大使（駐ニュージーランド兼西サモア大使、1993年 - 1996年）。

## 人物
関西大使として40年ぶりに大阪で暮らした際、イスラエル駐在経験をもとに「エルサレムも京都も資源のない国で人間が英知を絞って発展した」点を踏まえ、東京一極集中に対抗ではなく、「現実の東西格差を前提としたうえで、質で勝負する」ように助言。「“関西県”を作る発想はあまり賛成できない」が「大阪、京都、神戸など、それぞれの町が適正サイズと個性を目指す“関西圏”」として、「東京より長い歴史に培われた（関西の）伝統と独特の切り口」をもとに、世界への発信機能の強化を提言した。
また、1994年ニュージーランド大使として駐在中、文楽協会理事長を務める旧知の上山善紀（近畿日本鉄道会長）の依頼で、谷口の故郷・大阪“発祥”の伝統芸能「文楽」（人形浄瑠璃文楽）のニュージーランドとオーストラリア遠征公演（人形使いの人間国宝の吉田玉男ら参加）に尽力した。
2008年11月16日、肺炎のため死去（享年75）。同日付で従三位瑞宝中綬章。

## 著書

### 共著
- 『時の法令』（雅粒社、1953年）